# جاست ماثياس ثييل
جاست ماثياس ثييل (بالدنماركية: Just Mathias Thiele)‏ هو كاتب سير ذاتية وكاتب ومؤرخ دنماركي، ولد في 13 ديسمبر 1795 في كوبنهاغن في الدنمارك، وتوفي بنفس المكان في 9 نوفمبر 1874.